# Havelockia secunda
Havelockia secunda is een zeekomkommer uit de familie Phyllophoridae.
De wetenschappelijke naam van de soort werd in 1908 gepubliceerd door Clément Vaney.